# Habte Jifar
Habte Jifar (ur. 29 stycznia 1976 w Ambo) – etiopski lekkoatleta, długodystansowiec.

## Sukcesy
- srebrny medal mistrzostw świata juniorów (bieg na 5000 m, Lizbona 1994)
- 3 medale igrzysk afrykańskich :
  - 2 srebra (Harare 1995, bieg na 5000 m & bieg na 10 000 m)
  - brąz (bieg na 10 000 m, Johannesburg 1999)
- 3 razy z rzędu udział w finałowym biegu na 10 000 metrów podczas mistrzostw świata :
  - Ateny 1997 - 7. miejsce
  - Sewilla 1999 - 6. miejsce
  - Edmonton 2001 - 9. miejsce
- 5 medali w drużynie podczas mistrzostw świata w biegach przełajowych :
  - Stellenbosh 1996 - brąz
  - Turyn 1997 - brąz
  - Marrakesz 1998 - srebro (długi dystans)
  - Belfast 1999 - srebro (długi dystans)
  - Dublin 2002 - srebro (długi dystans)

## Rekordy życiowe
- bieg na 10 000 m - 27:06,45 (1999)